# Ivan Gadourek

Ivan Gadourek (Brno, 11 juli 1923 – Haren, 19 april 2013) was een Tsjechisch-Nederlands socioloog en hoogleraar methoden en technieken aan de Rijksuniversiteit Groningen.

## Loopbaan
Gadourek studeerde sociologie en promoveerde in 1953 aan de Rijksuniversiteit Leiden op het proefschrift The political control of Czechoslovakia: a study in social control of a Soviet communist state. Hij was van 1958 tot 1985 hoogleraar methoden en technieken aan de Rijksuniversiteit Groningen. Hij organiseerde landelijk enquêtes naar de frequentie en de intensiteit van rook- en drinkgewoonten in Nederland, naar de oorzaken van kortdurend verzuim in de grootindustrie en naar de veranderende normen en waarden die het sociale rolgedrag bepalen. Hij trad op als promotor of als copromotor van hoogleraren P. Valkenburgh, J.L. Jessen, R. Wippler, J.L. Peschar, G.W. Meijnen, F. Tazelaar, D. Wiersma en J. Ormel. Zijn laatste promovendus was J.W. Winkels.

## Werken
Gadourek schreef verscheidene artikelen en boeken, o.a.:
- The political control of Czechoslovakia : a study in social control of a Soviet communist state, Leiden: Stenfert Kroese, 1953.
- Kennissociologie, Den Haag: Servire, 1955.
- A Dutch Community, Leiden:Stenfert Kroese, 1965
- Cultuuraanvaarding en cultuurontwijking, Groningen : Wolters, 1958.
- Riskante Gewoonten Groningen: Wolters, 1963
- Absences and Well-being of Workers, Assen: van Gorcum 1965
- Sociologische onderzoekstechnieken, Arnhem: Van Loghum Slaterus, 1969.
- Social Change as Redefinition of Roles: Assen: Van Gorcum 1982
- De moeizame weg naar de verklaring van de maatschappelijke verschijnselen, Amsterdam: Noord-Hollandsche Uitgeversmaatschappij, 1986.
- De wederzijdse verhouding in de voornaamste gedrags- en maatschappijwetenschappen : de veranderende sociologische visie, Groningen: Rijksuniversiteit Groningen, 1987.
- On the variability of social life : a few empirical studies / Ivan Gadourek, Groningen: The Institute of Sociology, 1998.